# Église Sainte-Marie-Madeleine de Popovac
Pour les articles homonymes, voir Église Sainte-Marie-Madeleine.
L'église Sainte-Marie-Madeleine de Popovac (en serbe cyrillique : Црква Блага Марија Петрушка у Поповцу ; en serbe latin : Crkva Blaga Marija Petruška u Popovcu) est une église orthodoxe serbe située à Popovac, dans la municipalité de Paraćin et dans le district de Pomoravlje en Serbie. Elle est inscrite sur la liste des monuments culturels de grande importance de la république de Serbie (identifiant no SK 274).

## Présentation
L'église est située au pied de la forteresse de Petrus, à la sortie des gorges de la rivière Crnica, sur une falaise étroite et partiellement plate, là où se trouvent également les vestiges d'un ensemble monastique. L'église, construite dans le style de l'école moravienne, a été édifiée dans les années 1410 et abandonnée après 1459 ou, peut-être, 1516.
L'église, inscrite dans un plan tréflé, est précédée d'un narthex rectangulaire. La nef est prolongée par une abside demi-circulaire avec deux autres absides latérales dans la zone de l'autel, l'une pour la proscomidie, l'autre pour le diakonikon. La partie principale de l'église était couronnée par une voûte demi-sphérique avec une coupole qui n'est pas conservée. La hauteur maximale des murs atteint 4,12 m ; ils sont constitués de pierres concassées, de galets de la rivière et de tuffeau ; ils étaient autrefois probablement enduits de mortier. On sait que l'église était peinte mais, dans les années 1960, il ne subsistait des traces de fresques que dans une lunette au-dessus de l'entrée.
D'autres bâtiments du complexe se trouvent au sud-ouest et au sud de l'église et leur disposition est conditionnée par la disposition du terrain. Ils sont constitués de deux structures abritant en tout cinq pièces. La construction située au sud-ouest de l'église mesure 14 m de long sur 6,60 m de large, tandis que le second bâtiment, au sud, mesure 13 m sur 6,60 m. Dans les murs des deux constructions sont conservés des lits en bois suggérant que ces bâtiments étaient dotés d'un étage.